# Michaelshaffera
Michaelshaffera is een geslacht van vlinders van de familie snuitmotten (Pyralidae), uit de onderfamilie Chrysauginae.

## Soorten
- M. beckeri Solis, 1997
- M. maidoa Schaus, 1922